# Skid Proof

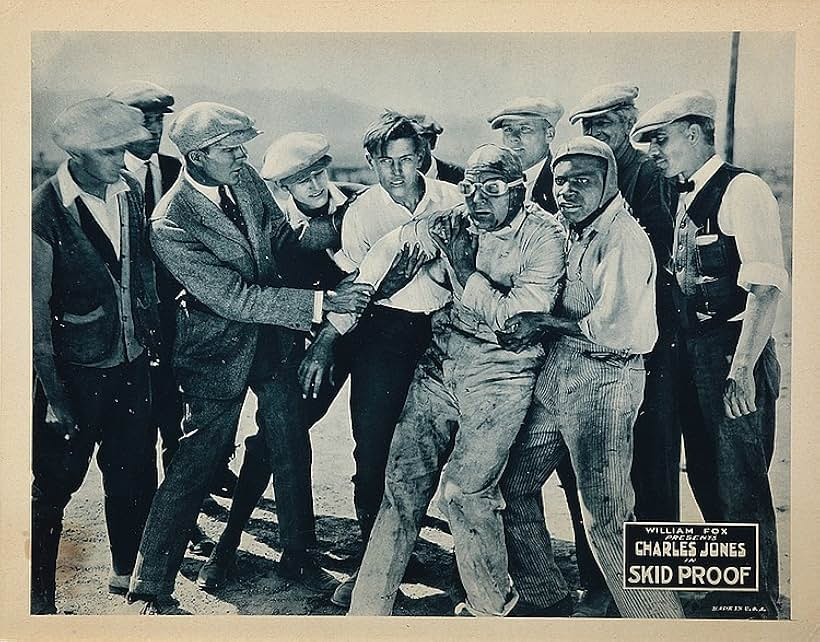
Carte promotionnelle du film.

Skid Proof est un film américain réalisé par Scott R. Dunlap, sorti en 1923.

## Synopsis
Un pilote de course automobile perd une épreuve transcontinentale lorsqu'un concurrent lui tire dessus depuis un avion. Il devient une star de cinéma, tombe amoureux d'une actrice qu'il sauve d'un mariage raté, et remporte la course suivante.

## Fiche technique
- Réalisation : Scott R. Dunlap
- Scénario : Harvey Gates, d'après une histoire de Byron Morgan
- Producteur : William Fox
- Photographie : Don Short
- Distributeur : Fox Film Corporation
- Durée : 60 minutes
- Date de sortie : 22 juillet 1923

## Distribution
- Buck Jones : Jack Darwin
- Laura Anson : Nadine
- Fred Eric : Dutton Hardmere
- Jacqueline Gadsden : Lorraine Hardmere
- Peggy Shaw : Marie Hardmere
- Earl Metcalfe : Rufus Tyler
- Claude Payton : Masters
- Harry Tracy : Dancing Joe